# Josef Plesinger
Josef Plesinger (* 18. října 1947) je bývalý český fotbalový brankář.

## Hráčská kariéra
V československé lize hrál za Baník Ostrava, aniž by skóroval. Chytal v jediném prvoligovém utkání, které se hrálo v neděli 16. března 1969 v Banské Bystrici na Štiavničkách a domácí Dukla v něm Baník porazila 5:0. Nastoupil do druhého poločasu místo Mokrohajského a inkasoval dvě branky od Medvidě a Petráše, který tak zkompletoval hattrick. Působil také v TJ Slovan Ostrava.

### Prvoligová bilance
| Ročník             | Zápasy | Góly | Minuty | Nuly | Klub             |
| ------------------ | ------ | ---- | ------ | ---- | ---------------- |
| I. liga 1968/69    | 1      | 0    | 45     | 0    | TJ Baník Ostrava |
| CELKEM I. ČS. LIGA | 1      | 0    | 45     | 0    |                  |